# Traumazine
Traumazine é o segundo álbum de estúdio da rapper norte-americana Megan Thee Stallion, lançado em 12 de agosto de 2022, pela 300 Entertainment e 1501 Certified. O single principal do álbum "Sweetest Pie", com a participação da cantora inglesa Dua Lipa, foi lançado em 11 de março de 2022. O segundo e terceiro singles do álbum, "Plan B" e "Pressurelicious", foram lançados em 22 de abril de 2022 e 22 de julho de 2022, respectivamente. Além de Lipa, o álbum conta com participações adicionais de Key Glock, Latto, Pooh Shiesty, Rico Nasty, Jhené Aiko, Lucky Daye, Future, Sauce Walka, Lil' Keke e Big Pokey.

## Antecedentes
Em 2020, Megan Thee Stallion iniciou um processo legal contra sua gravadora 1501 Certified Entertainment para renegociar seu contrato, depois que sua empresa de gestão a Roc Nation o considerou "duvidoso". Quando Something for Thee Hotties foi lançado, a gravadora não o reconheceu como um álbum, por ter 29 minutos de material novo em vez de 45, então a rapper teria que lançar mais dois álbuns além de Something for Thee Hotties. Em 18 de fevereiro de 2022, a rapper iniciou uma ação judicial contra a gravadora alegando que Something for Thee Hotties respeita a definição de um álbum com pelo menos 45 minutos.
Em uma matéria de capa da Rolling Stone em junho de 2022, Megan revelou que colaborou com o rapper Future para seu próximo álbum em uma música intitulada "Pressurelicious". Em 11 de agosto 2022, Megan Thee Stallion foi ao Twitter para anunciar que seu segundo álbum de estúdio Traumazine seria lançado no dia seguinte.
O significado da palavra que dá nome ao álbum foi explicado pela própria cantora, que o definiu em um post no Instagram : “Uma substância química liberada no cérebro quando é forçado a lidar com emoções dolorosas, causadas por eventos e experiências traumáticas. Ver sinônimos: autorrealização".

## Composição
Apresentando uma lado vulnerável, Traumazine liricamente contém temas relacionados à autoexpressão, ao empoderamento das mulheres negras, à morte e à superação de momentos difíceis da vida. Em entrevista com Ebro Darden e Nadeska Alexis da Apple Music, a rapper falou sobre o significado do projeto discográfico:
| “ | "Normalmente, quando escrevo músicas [...] posso ficar triste. [...] Não escrevo músicas sobre como me sinto, escrevo músicas sobre como quero me sentir. Então eu sinto que, neste álbum, é provavelmente a primeira vez que eu descobri como falar sobre o que eu quero dizer... me expressar um pouco mais. Então é assim que eu tenho vivido a vida. E eu sinto que tem sido tão fácil para as pessoas contarem minha história para mim, falarem em meu nome porque eu sou uma pessoa indiferente, eu sinto. [...] Mas, como vejo agora, pode ficar fora de controle, então sinto que queria apenas assumir o controle da minha narrativa, assumir o controle da minha própria história. Diga do meu jeito, diga de mim" | ” |

## Recepção da crítica
| Críticas profissionais | Críticas profissionais |
| Pontuações agregadas   | Pontuações agregadas   |
| Fonte                  | Avaliação              |
| ---------------------- | ---------------------- |
| Metacritic             | 82/100                 |
| Avaliações da crítica  |                        |
| Fonte                  | Avaliação              |
| Clash                  | 8/10                   |
| The Guardian           | [ 15 ]                 |
| MusicOMH               | [ 16 ]                 |
| NME                    | [ 17 ]                 |
| Pitchfork              | 7.1/10                 |
| Rolling Stone          | [ 19 ]                 |
| Slant Magazine         | [ 20 ]                 |
| The Telegraph          | [ 21 ]                 |

Traumazine recebeu críticas positivas dos críticos de música. No Metacritic, o álbum recebeu uma pontuação média de 82 com base em 9 resenhas.
O jornalista da revista Time Moises Mendez II escreveu que a rapper "alterna entre derrubar todos os obstáculos que estão em seu caminho e perceber que alguns obstáculos levarão mais tempo para serem superados do que outros", acrescentando que "com Traumazine, nós a vemos cavar mais fundo em suas inseguranças", citando as "linhas mais angustiantes do álbum", referindo-se à morte de seus pais. Moises Mendez também notou o tom de produção "sombrio e ameaçador", com referências líricas à difícil ascensão de uma mulher anegra a indústria da música e a batalha legal para dissolver seu contrato com a gravadora 1501 Certified.
O editor da NPR, Sidney Madden, definiu o álbum como um "enorme passo artístico" porque "as faixas são compensadas com profundas contemplações sobre o trauma que ela vivenciou em toda sua vida até agora e, mais especificamente, os padrões duplos na sociedade que as mulheres negras carregam consigo quando são objetivados". Sidney Madden afirma que o álbum é comparável a um diário e que "ela está tendo um fluxo de consciência. [...] É cru. É real. E não pode ser falsificado".

## Lista de faixas
| Alinhamento das faixas de Traumazine |                                                                                 | |                                      |         |  |
| N.º                                  | Título                                                                          | Compositor(es) | Produtor(es)                         | Duração |  |
| 1.                                   | "NDA"                                                                           | Megan Pete Anthony Holmes | HitKidd                              | 3:21    |  |
| 2.                                   | "Ungrateful" (com part. de Key Glock)                                           | Pete Krishon Gaines | Bandplay                             | 2:34    |  |
| 3.                                   | "Not Nice"                                                                      | Pete Daniel Simmons Duevon Desir Sean Porterfield                                                                                       | D-Sims P.Raw SSV                     | 2:46    |  |
| 4.                                   | "Budget" (com part. de Latto)                                                   | Pete Abdallah Ahmad Jasmine Ethridge OG Parker Joshua Parker Terrence Williams                                                          | OG Parker Romano Rvei                | 3:22    |  |
| 5.                                   | "Her"                                                                           | Pete CashMoneyAP Kiowa Roukema Mailbu Babie Vaugh Oliver                                                                                | CashMoneyAP YoungKio Babie Oliver    | 2:17    |  |
| 6.                                   | "Gift & a Curse"                                                                | Pete Joshua Baker Murda Beatz | Murda Beatz                          | 2:52    |  |
| 7.                                   | "Ms. Nasty"                                                                     | Pete Diego Avendano Joel Banks Shawn Jarrett Taylor Banks                                                                               | Bankroll Got It Diego Ave Source     | 2:12    |  |
| 8.                                   | "Who Me" (com part. de Pooh Shiesty)                                            | Pete Pooh Shiesty Taz Taylor Khan Edwards Baker                                                                                         | KTOE Taz Taylor                      | 1:58    |  |
| 9.                                   | "Red Wine"                                                                      | Pete Ethan Snoreck J. Banks Jarrett T. Banks                                                                                            | Bankroll Got It Dwilly Source Wethan | 2:34    |  |
| 10.                                  | "Scary" (com part. de Rico Nasty)                                               | Pete Maria Kelly Avedon | Avedon                               | 2:34    |  |
| 11.                                  | "Anxiety"                                                                       | Pete Kevin Price | Go Grizzly                           | 2:16    |  |
| 12.                                  | "Flip Flop"                                                                     | Pete Julian Mason Kelton Scott II Kelvin Bradshaw Lloyd Turner Timothy Hoyle Walter Scott William Aquart Jr.                            | LilJuMadeDaBeat FranchiseDidIt       | 2:08    |  |
| 13.                                  | "Consistency" (com part. de Jhené Aiko)                                         | Pete Jhené Aiko Chilombo Uforo Ebong Marcus Hodge Christopher Jasper Ernest Isley Marvin Isley O'Kelly Isley Ronald Isley Rudolph Isley | Bongo ByTheWay                       | 3:40    |  |
| 14.                                  | "Star" (com part. de Lucky Daye)                                                | Pete David Brown Anthony White Corvell Arteberry                                                                                        | J. White Did It                      | 3:30    |  |
| 15.                                  | "Pressurelicious" (com part. de Future)                                         | Pete Nayvadius Wilburn Harald Hjermann Sørebø Pardison Fontaine Holmes                                                                  | HitKidd Payday                       | 2:53    |  |
| 16.                                  | "Plan B"                                                                        | Pete Donald DeGrate Dalvin DeGrate Omar Perrin Robert Watson                                                                            | Rob Holladay Omar Grand              | 2:44    |  |
| 17.                                  | "Southside Royalty Freestyle" (com part. de Sauce Walka, Big Pokey e Lil' Keke) | Pete Sauce Walka Albert Driver Dorrie Lee Dorsey Robert Davis Jasper E. Isley M. Isley O. Isley Ronald Isley Rudolph Isley              | Juicy J Mr. Lee                      | 4:03    |  |
| 18.                                  | "Sweetest Pie" (com part. de Dua Lipa)                                          | Pete Lipa Nija Charles Clarence Coffee Jr. John Walsh Homen Sarah Hudson Stephen Kozmeniuk Oscar Leo-Christensen Parker                 | OG Parker Platinum Libraries Romano  | 3:21    |  |
| Duração total:                       | Duração total:                                                                  | Duração total: | Duração total:                       | 51:05   |  |

## Histórico de lançamentos
| Região | Encontro             | Etiqueta (s)                     | Formato (s)                | Ref.   |
| ------ | -------------------- | -------------------------------- | -------------------------- | ------ |
| Vários | 12 de agosto de 2022 | 1501 Certified 300 Entertainment | Digital download streaming | [ 22 ] |
| Vários | 15 de agosto de 2022 | 1501 Certified 300 Entertainment | CD                         | [ 23 ] |